# Tarhonya
Le tarhonya ([ˈtɒɾhoɲɒ], en slovaque :  tarhoňa) désigne une préparation culinaire de pâtes sèches d'origine hongroise, également utilisée en Slovaquie. La base du tarhonya est une pâte à base de farine, d'œufs, de sel et d'eau. Comme la pâte à nouilles, elle peut être étalée et découpée. On forme en général les tarhonya en pinçant la pâte avec les doigts ou en utilisant une râpe adaptée. Ils accompagnent souvent les viandes en daube comme le pörkölt.
L'origine de cette préparation est la Perse, avec un intermédiaire turc. Le mot vient du turc ottoman, tarhana, mot d'origine persane (tarhāne, « fromage ») désignant des pâtes faites de blé et de lait caillé. Cet aliment s'est répandu en premier lieu dans le sud de la Hongrie, et plus tard, au Moyen Âge, sur tout le territoire du royaume.